# تئودور دانتی
تئودور دانِتی (رومانیایی: Theodor Danetti؛ ۲۳ اوت ۱۹۲۶ – ۱۶ ژانویهٔ ۲۰۱۶) هنرپیشه تئاتر و سینما اهل رومانی بود.
از فیلم‌ها یا برنامه‌های تلویزیونی که وی در آن نقش داشته است، می‌توان به مودیلیانی و اعجاز پول‌سازی اشاره کرد.